# Mimosa xiquexiquensis
Mimosa xiquexiquensis är en ärtväxtart som beskrevs av Rupert Charles Barneby. Mimosa xiquexiquensis ingår i släktet mimosor, och familjen ärtväxter. Inga underarter finns listade i Catalogue of Life.